# Hayden Rorke
Hayden Rorke est un acteur américain né le 23 octobre 1910 à Brooklyn, New York (États-Unis), mort le 19 août 1987 à Toluca Lake (Californie).

## Filmographie
- 1943 : This Is the Army : Soldier / Stage Manager
- 1949 : Le Démon de l'or (Lust for Gold) de S. Sylvan Simon : Floyd Buckley
- 1949 : La Corde de sable (Rope of Sand) : Ingram
- 1949 : Sword in the Desert : Capt. Beaumont
- 1950 : The Magnificent Yankee : Graham, reporter for Boston Transcript
- 1950 : Kim : Major Ainsley
- 1951 : Double Crossbones : Malcolm Giles
- 1951 : Inside Straight : Carlson
- 1951 : Allons donc, papa ! (Father's Little Dividend) : Dr Andrew Nordell
- 1951 : Francis Goes to the Races : Rogers
- 1951 : The Prince Who Was a Thief : Basra
- 1951 : L'Amant de Lady Loverly (The Law and the Lady) : Tracy Collans
- 1951 : Le Choc des mondes (When Worlds Collide) : Dr Emery Bronson
- 1951 : Un Américain à Paris (An American in Paris) : Tommy Baldwin (Milo's friend)
- 1951 : La Ronde des étoiles (Starlift) de Roy Del Ruth : l'aumônier
- 1952 : Cette sacrée famille (Room for One More) de Norman Taurog : The Doctor
- 1952 : Wild Stallion : Major Cullen
- 1952 : Skirts Ahoy! : Doctor
- 1952 : Le Grand Secret (Above and Beyond), de Melvin Frank et Norman Panama : Dr Ramsey
- 1953 : Rogue's March : Maj. Fallow
- 1953 : Histoire de trois amours (The Story of Three Loves) : Mr. Thomas Clayton Campbell, Sr. (segment "Mademoiselle")
- 1953 : La Petite Constance (Confidentially Connie) d'Edward Buzzell : Professor Simmons
- 1953 : The Girl Next Door : Henry Fields
- 1953 : Le Bagarreur du Pacifique (South Sea Woman) : Prosecution Lt. Fears
- 1953 : Project Moonbase : Gen. 'Pappy' Greene
- 1953 : La Tunique (The Robe) : Caluus - Slave Auction Bidder
- 1954 : Mademoiselle Porte-bonheur (Lucky Me) : Tommy Arthur
- 1954 : L'Aigle solitaire (Drum Beat) : President Grant
- 1955 : The Eternal Sea : Capt. William Buracker
- 1955 : Tout ce que le ciel permet (All That Heaven Allows) : Dr Hennessy
- 1957 : Mr. Adams and Eve (série TV) : Steve
- 1957 : Contrebande au Caire (Tip on a Dead Jockey), de Richard Thorpe : J.R. Nichols
- 1958 : Le Démon de midi (This Happy Feeling) : Mr. Booth
- 1958 : Les Années merveilleuses (The Restless Years) : Mr. Booth
- 1959 : Un étranger sur les bras (A Stranger in My Arms) : Marcus Beasley
- 1959 : Confidences sur l'oreiller (Pillow Talk), de Michael Gordon : Mr. Conrad
- 1960 : Piège à minuit (Midnight Lace) : Dr. Garver
- 1961 : La Soif de la jeunesse (Parrish) : Tom Weldon
- 1961 : Tammy Tell Me True : Joshua Welling
- 1961 : Histoire d'un amour (Back street) de David Miller : Charley Claypole
- 1961 : Milliardaire pour un jour (Pocketful of Miracles) : Police Capt. Moore
- 1962 : Ernestine (TV)
- 1963 : Johnny Shiloh (TV) : Gen. Ulysses S. Grant
- 1963 : La Montagne des neuf Spencer (Spencer's Mountain) : Colonel Coleman
- 1963 : Le Piment de la vie (The Thrill of It All) : Billings
- 1964 : La Reine du Colorado (The Unsinkable Molly Brown) : Malcolm Broderick
- 1964 : La Maison de Madame Adler (A House Is Not a Home) de Russell Rouse : Bill Cameron
- 1964 : I'd Rather Be Rich : MacDougall
- 1964 : Youngblood Hawke : Mr. Givney
- 1964 : Celui qui n'existait pas (The Night Walker) : Howard Trent
- 1971 : Un singulier directeur (The Barefoot Executive) : Clifford
- 1975 : La Légende de Lizzie Borden (The Legend of Lizzie Borden) (TV) : Julien Ralph
- 1975 : The Lives of Jenny Dolan (TV) : Colonel Wilde
- 1976 : Once an Eagle (feuilleton TV) : Paul Sinclair
- 1976 : Arthur Hailey's the Moneychangers (feuilleton TV) : Lewis Dorsey
- 1978 : Suddenly, Love (TV) : Mr. Webster
- 1985 : I Dream of Jeannie: 15 Years Later (TV) : Dr Alfred E. Bellows